# Варверорт
Варверорт (нім. Warwerort) — сільська громада в Німеччині, розташована в землі Шлезвіг-Гольштейн. Входить до складу району Дітмаршен. Складова частина об'єднання громад Бюзум-Вессельбурен.
Площа — 4,58 км2. Населення становить 240 ос. (станом на 31 грудня 2020).

## Відомі люди
- Отто Мартенс (1897—1977) — німецький офіцер.